# Petra Wittmar
Petra Wittmar (geboren 1955 in Medebach im Hochsauerland) ist eine deutsche Fotografin, die sich mit Projekten zu städtischen und dörflichen (post-)industriellen Lebenswelten beschäftigt.

## Leben
Wittmar ist 1955 in Medebach im Hochsauerland geboren, wo sie auf einem Bauernhof aufwuchs. Nach einer Fotografenlehre in Soest studierte sie von 1976 bis 1983 Fotografie an der Folkwangschule/Universität in Essen bei Otto Steinert, Angela Neuke-Widmann und Michael Schmidt. Ihre Abschlussarbeit bestand aus einer dokumentarischen Studie zu ihrem Heimatort Medebach. Sie ist seit 1983 als freischaffende Künstlerin tätig und lebt seit 1975 in Essen.

## Werk
Petra Wittmar beschäftigt sich mit Projekten zu städtischen und dörflichen Lebenswelten, insbesondere zur (post-)industriellen Metropole Ruhrgebiet und der ländlichen Provinz ihrer Heimat. Dabei bewegt sie sich im Spannungsfeld zwischen sehnsüchtiger Erinnerung und beschädigter Gegenwart, Vertrautheit und Entfremdung, Schönheit und Hässlichkeit.
Wittmar gehört zu einer Generation deutscher Fotografinnen, die seit Ende der 1970er Jahre das Medium Fotografie als Instrument einer kritischen Auseinandersetzung mit der Realität jenseits kommerzieller Zwecke entdecken. Im Spannungsfeld einer sich emanzipierenden künstlerischen Fotografie, die von den Begriffen des „documentary style“ (Walker Evans) und der „Autorenfotografie“ (Klaus Honnef) geprägt ist, findet Wittmar zu ihrer eigenen künstlerischen Ausdrucksweise. Anregungen erhielt sie durch die zeitgenössische amerikanische Fotografie, insbesondere durch die Bewegung der „New Topographics“. Eine entscheidende Rolle spielten dabei Lewis Baltz’ Publikation Park City und Robert Adams’ Denver. Aus dem deutschen Sprachraum wurden für Wittmar die der Neuen Sachlichkeit zuzurechnenden Ruhrgebietslandschaften von Albert-Renger-Patzsch aus den 1920er und 1930er Jahren wichtig, die 1982 erstmalig geschlossen publiziert wurden. In der Tradition des „dokumentarischen Stils“ verstanden sich bereits Wittmars frühe Projekte Spielplätze (1979) und Essen-Nord (1980/81) die während ihres Studiums entstanden, bevor sie als Diplomarbeit die Studie Medebach (1979–1983) realisierte.

### Spielplätze, 1978/79
Die Serie Spielplätze stellt die Ouvertüre zu einem Zyklus dar, in dem Petra Wittmar sich über einen Zeitraum von über 30 Jahren mit deutscher Lebenswirklichkeit befasst hat. Die Arbeit entstand 1979, während ihres Studiums. In dieser Serie hat Wittmar über neun Monate zahlreiche Kinderspielplätze der nördlichen, industriell geprägten und sozial unterprivilegierten Regionen der Stadt Essen fotografiert. Sie zeigt diese von den Bauordnungen vieler deutscher Kommunen fest vorgeschriebenen Spielanlagen als menschenleere Orte und verstärkt damit deren lieblosen Charakter. In ihrer Spielplatz-Serie verfolgt sie, über die sachliche Dokumentation eines in ihren Augen skandalösen und für den Stand der Humanität bezeichnenden Tatbestandes hinaus, die Absicht, in einem scheinbar peripheren Gegenstand einen Ausdruck für die Gegenwart zu finden, für die Zeit, wie sie sich am Ende ihrer eigenen Jugend darstellte. Die Spielplätze waren für Wittmar Erkennungszeichen einer fehlentwickelten Urbanisierung, der Ausbeutung der Natur und des Verlusts der Identität von Städten. Spielplätze fungiert somit als Ausdruck der sozialen und kulturellen Veränderungen in Deutschland während des Deutschen Herbstes.
16 Vintage-Prints aus der Serie wurden 2019 im Kontext der Ausstellung Wolfgang Schulz und die Fotoszene um 1980 von der Stiftung Hamburger Kunstsammlungen erworben und als Dauerleihgaben an Museum für Kunst und Gewerbe Hamburg übergeben.

### Medebach, Photographien/Photographs 1979 – 1983 und 2009 – 2011
Petra Wittmar hat sich in zwei umfangreichen Projekten mit ihrem Geburtsort, dem Dorf Medebach auseinandergesetzt. Ihre erste Serie, gleichzeitig ihre Abschlussarbeit, erarbeitet von 1979 bis 1983, zeigt die architektonische und topografische Erscheinung des Dorfes und legt die Strukturen des Dorflebens dar. Ihr Interesse an diesem Thema wurde durch die drastischen Veränderungen in den 1960er und 1970er Jahren motiviert, die dem gewachsenen Ort austauschbare und standardisierte Strukturen aufzwang. Ihre Innenaufnahmen aus den Häusern der Bewohner entfalten eine beklemmende Wirkung, die die Serie in ihrer Ausdruckskraft verstärkt. Wittmar stellt in ihren Bildern die Frage nach der Bedeutung und Bestimmung der Identität. Der Verzicht auf aufrührerische Momente und die formale Strenge platzieren diese Bilderreihe in der Tradition des amerikanischen New Topographic Movement der 1970er Jahre.
Mit der zweiten Medebach-Serie, die fast dreißig Jahre später von 2009 bis 2011 entstand, begann für Wittmar eine neue, stark autobiografisch geprägte Beschäftigung mit dem ländlichen Raum. Der fotografische Zugriff, nun in Farbe, erscheint distanzierter und gelassener, was die hinter der tadellosen Ordentlichkeit des Ortes waltende Tristesse eher noch akzentuiert. Mit den beiden Medebach-Serien hat Wittmar an einem konkreten Ort über den Alltag in der deutschen Provinz hinaus ein Stück deutscher Befindlichkeit authentisch dargestellt.

### Andere Werke
Zwischen 1998 und 2000 realisierte Wittmar auf Einladung des Museums für Moderne Kunst Frankfurt das Kunst-am-Bau-Projekt Genius loci, das aus der fotografischen Begleitung eines Neubaus der Deutschen Bahn auf dem Thyssen-Areal in Hamm und der umfassenden Dokumentation des aufgelassenen Industriegeländes bestand. Parallel dazu entstanden weitere Arbeiten zur Industriearchitektur im Ruhrgebiet. Ab 1999 arbeitete Wittmar an dem Projekt Essen Vedutas, in dem sie den Faden ihrer Arbeit von 1980 wieder aufnahm: Eine Studie zu einem innerstädtischen Essener Areal, an dem Wittmar die lähmende Verlorenheit exemplifizierte, die der Rückbau der großindustriellen Strukturen im Ruhrgebiet hinterlassen hatte.
In ihrer Serie Silo (2013–2014) dokumentiert Wittmar Bauernhöfe, deren baldiges Verschwinden im Zuge der Industrialisierung der Landwirtschaft abzusehen war. Im Projekt Das Versprechen (2015–2016) thematisiert Petra Wittmar Natur- und Landschaftserfahrungen ihrer Kindheit. In ihrer umfangreichen Arbeit Über die Dörfer (2016–2018) zieht sie schließlich ein erstes Resümee ihrer Beschäftigung mit dem ländlichen Raum ihrer Heimat. Ab 2021 greift sie dies mit dem an August Sander orientierten Projekt Bauern erneut auf. Zeitgleich entsteht eine ausgedehnte Studie zu den Relikten der Industriehäfen im nördlichen Ruhrgebiet (2018–2019). Daraus erwächst ab 2022 das Projekt Die Zone – eine Erfahrung des Ruhrgebiets. Zusammen mit dem Projekt Über die Dörfer bildet diese Arbeit eine Art Summe ihrer langjährigen Auseinandersetzung mit den für sie bestimmenden Lebenswelten der industriestädtischen Agglomeration einerseits und der heimatlich-ländlichen Provinz andererseits.

#### Künstlerduo
Gemeinsam mit Ulrich Deimel führt Wittmar seit 1986 ein Büro für Architektur- und Interieurfotografie. Neben ihrer Auftragsfotografie thematisieren sie in eigenen langfristig angelegten Projekten die europäische Baukunst des frühen 20. Jahrhunderts, insbesondere der zwanziger Jahre in Deutschland, Holland, Belgien und Tschechien. Ihre Arbeit wurde vielfach ausgestellt und ausgezeichnet.

#### Jene zwanziger JahreFotografien zur Architektur im Rheinland und in Westfalen
Zwischen 1996 und 2002 haben Petra Wittmar und Ulrich Deimel die Baudenkmäler der Zwischenkriegszeit in Nordrhein-Westfalen fotografisch dokumentiert. Vertreten sind nicht nur die Architektur bedeutender Baumeister wie Dominikus Böhm, Fritz Schupp, Peter Behrens und Bruno Paul, sondern auch unbekannte und sehenswerte Bauwerke aus der Zeit zwischen den beiden Weltkriegen. Die Wahl der Perspektive legt den gestalterischen Schwerpunkt nicht in die bloße Dokumentation von Gebäuden, sondern in deren Eigenleben.

#### Über die Dörfer
Dieses Projekt, an dem Petra Wittmar und Ulrich Deimel, beide im selben Ort aufgewachsen, gemeinsam gearbeitet haben, ist Résumé und Quintessenz ihrer langen lebensgeschichtlichen und künstlerischen Beschäftigung mit ihrer ländlichen Herkunftsregion und ein erneuter Versuch, den deutschen Heimatbegriff mit der Darstellung einer konkreten und widersprüchlichen Erfahrung von Heimat zu konterkarieren und anschaulich zu differenzieren. Das Projekt wird damit zum Abschluss eines siebenteiligen Zyklus, der mit Medebach (1979–1983) beginnt und von dort aus in die unmittelbare Gegenwart führt.

## Auszeichnungen/Stipendien (Auswahl)
- 2001: Projektförderung des Ministeriums für Bauen, Wohnen, Stadtentwicklung und Verkehr NRW
- 2002: Peter Keetman-Preis der Volkswagen Art Foundation
- 2003: Arbeitsstipendium der Kunststiftung NRW
- 2007: Arbeitsstipendium der VG Bild-Kunst
- 2007: Arbeitsstipendium der Kunststiftung NRW
- 2014: Projektstipendium der VG Bild-Kunst
- 2015: Arbeitsstipendium der Kunststiftung NRW
- 2021: City Artists Preis des Kultursekretariats Nordrhein-Westfalen

## Ausstellungen (Auswahl)
Einzelausstellungen
- 1996: 6th International Architecture Exhibition, Biennale di Venezia, Venedig
- 1998: In Kalkar und anderswo, Städtisches Museum, Kalkar
- 2001: Fotografien zur Baukunst der zwanziger Jahre an Rhein und Ruhr, Colory-Gallery, Essen
- 2004: Jene zwanziger Jahre, Heidelberger Kunstverein, Heidelberg
- 2004: Zwanziger Jahre an Rhein und Ruhr, Museum für Angewandte Kunst, Köln
- 2005: Jene zwanziger Jahre, Suermondt-Ludwig-Museum, Aachen
- 2005: Zwanziger Jahre an Rhein und Ruhr, Landschaftsverband Rheinland, Abtei Brauweiler
- 2007: Medebach. Photographien 1979–1983, Die Photographische Sammlung/SK Stiftung Kultur, Köln
- 2010: Deimel + Wittmar, Galerie Ricarda Fox, Mülheim
- 2012: Medebach 2009 – 2011, Die Photographische Sammlung/SK Stiftung Kultur, Köln
- 2013: Medebach. Photographs 1979-1983. Linea di Confine per la Fotografia Contemporana, Reggio Emilia
- 2013: Medebach 2009 – 2011, Städtische Galerie Lüdenscheid

Gruppenausstellungen
- 1983: Sechs Bildberichte. Amerikahaus, Essen
- 2000: Schwarzweiss und Farbe. Das Ruhrgebiet in der Fotografie. Zeche Zollverein, Essen
- 2001: Diener und Diener. Seit Pasquart. Bauten und Projekte. Centre d’art, Biel
- 2002: Rhine-Ruhr Architecture, The Royal Danish Academy of Fine Arts. School of Architecture, Kopenhagen
- 2002: Ansichtssachen. Bilder von Essen, Ruhrlandmuseum, Essen
- 2003: Industriefotografie/Industrial Photography. Peter Keetman Preis 200, Museum der Arbeit, Hamburg
- 2004: Pixel, Europäisches Parlament/Goethe-Institut, Brüssel
- 2005: Sonderschau der Photographischen Sammlung/SK Stiftung Kultur, Art Cologne, Köln
- 2007: Stadt-Bild-Köln/City-Image Cologne, Die Photographische Sammlung/SK Stiftung Kultur, Köln
- 2008: Stadt-Bild-Köln/City-Image Cologne, Goethe-Institut, Rotterdam
- 2015: Ikonen und Konzept – Von August Sander zu Jim Dine, Schloss Neuhardenberg, Neuhardenberg
- 2017: Das rebellische Bild, Museum Folkwang, Essen
- 2019: Wolfgang Schulz und die Fotoszene um 1980, Museum für Kunst & Gewerbe, Hamburg[17]
- 2019: Neues Sehen – Neue Sachlichkeit. Fotografische Positionen in Westfalen vom Bauhaus bis heute, Ernst-Osthaus-Museum, Hagen
- 2020: Suj, Kunsthalle Düsseldorf
- 2020: Wolfgang Schulz und die Fotoszene um 1980, Museum für Fotografie, Berlin
- 2022: Beyond Emscher. Fotografische Positionen aus der Gegenwart, Zeche Zollverein, Essen
- 2023: Wiki Women Wissen gemeinsam ergänzen, Museum für Kunst und Gewerbe, Hamburg[18]

## Publikationen (Auswahl)
Einzelpublikationen
- mit Ulrich Deimel: Jene Zwanziger Jahre. Mit einem Vorwort von Hubertus von Amelunxen. Ostfildern-Ruit: Hatje Cantz Verlag 2003.
- Medebach. Photographien 1979–1983. Hrsg.: Die Photographische Sammlung / SK Stiftung Kultur, Köln. Göttingen: Steidl Verlag 2007.
- Medebach. Fotografien/Photographs 2009–2011. Hrsg. Die Photographische Sammlung/SK Stiftung Kultur, Köln. Ostfildern: Hatje Cantz Verlag 2013.

Veröffentlichungen in Katalogen
- Sensing the future. 6th International Architecture Exhibition. La Biennale di Venezia. Hrsg. Gian Luigi Rondi. Milano: Electa 1996.
- Schwarzweiß und Farbe. Das Ruhrgebiet in der Fotografie. Hrsg. Ruhrlandmuseum Essen, Sigrid Schneider. Bottrop: Pomp Verlag 2000.
- Industriefotografie: Peter-Keetman-Preis 2002, Museum der Arbeit, Hamburg, Hrsg. Volkswagen Art Foundation. Heidelberg: Edition Braus 2002.
- Stadt Bild Köln. Hrsg. Die Photographische Sammlung/SK Stiftung Kultur. Göttingen: Steidl Verlag 2007.
- Werkstatt für Photographie 1976–1986. C/O Berlin, Museum Folkwang Essen, Sprengel Museum Hannover. Hrsg. Florian Ebner, Felix Hoffmann, Inka Schube. Köln: Verlag Walter König 2016.
- Wolfgang Schulz und die Fotoszene um 1980. Hrsg. Reinhard Matz, Steffen Siegel und Berns Stiegler. Leipzig: Spector Books, 2019.
- Neues Sehen – neue Sachlichkeit : fotografische Positionen in Westfalen vom Bauhaus bis heute. Hrsg. Landschaftsverband Westfalen-Lippe. Münster 2019.
- Subjekt und Objekt. Foto Rhein Ruhr: Katalog zur Ausstellung in der Kunsthalle Düsseldorf. Hrsg. Gregor Jansen. Köln: Verlag Walther König 2020.
- Beyond Emscher – Fotografische Positionen aus der Gegenwart. Stiftung Zollverein in der Mischanlage des UNESCO-Weltkulturerbes Zollverein. Hrsg. Heinrich Theodor Grütter u. a. Köln: Wienand Verlag 2022.